# Gare de Mauzens-Miremont
La gare de Mauzens-Miremont était une gare ferroviaire française de la ligne de Niversac à Agen, située sur le territoire de la commune de Mauzens-et-Miremont, dans le département de la Dordogne, en région Nouvelle-Aquitaine.
Elle est mise en service en 1863 par la Compagnie du chemin de fer de Paris à Orléans (PO).
C'est une halte voyageurs de la Société nationale des chemins de fer français (SNCF) du réseau TER Nouvelle-Aquitaine, desservie par des trains express régionaux.
Par manque de voyageurs d’après la SNCF, les trains ne marquent plus l’arrêt depuis le 13 décembre 2020. Un service de TAD (Transport À la Demande) est mis en place à partir de cette même date.

## Situation ferroviaire
Établie à 114 mètres d'altitude, la gare de Mauzens-Miremont est située au point kilométrique (PK) 533,920 de la ligne de Niversac à Agen, entre les gares ouvertes des Versannes, s'intercale la gare de La Gélie (fermée), et des Eyzies.

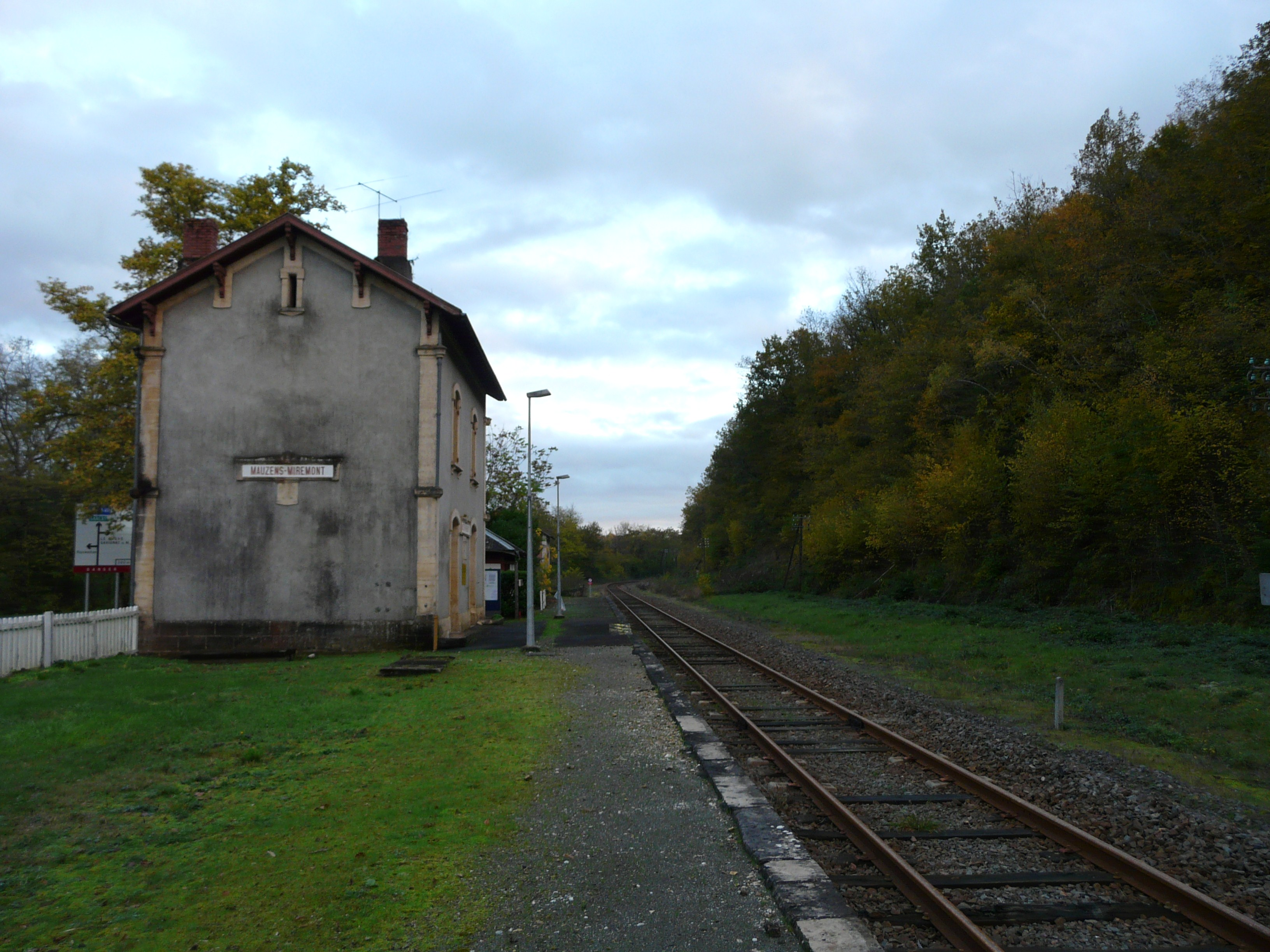
Quai, voie et éclairage de la halte.

## Histoire
La « station de Miremont » est mise en service le 3 août 1863 par la Compagnie du chemin de fer de Paris à Orléans (PO), lorsqu'elle ouvre à l'exploitation la ligne à voie unique de Niversac à Agen.
En 1867, c'est la 66e station depuis Paris, à 9 km de La Gélie, à 34 km de Périgueux et 118 km d'Agen. Elle est édifiée près du village de Miremont, établi sur une pente abrupte, et à trois kilomètres du bourg de Mauzens, situé dans l'ouest, sur la commune de Mauzens-et-Miremont qui compte 1 130 habitants au recensement de 1866.
La recette annuelle de la station de « Miremont » est de 23 297 francs en 1878, de 30 038 francs en 1881, de 37 156 francs en 1882 et de 36 911 francs en 1886.
En 2014, c'est une gare voyageurs d'intérêt local (catégorie C : moins de 100 000 voyageurs par an de 2010 à 2011), qui dispose d'un quai (voie unique), d'une longueur utile de 139 m.

## Service des voyageurs

### Accueil
Halte SNCF c'est un point d'arrêt non géré (PANG) à entrée libre.

### Desserte
Mauzens-Miremont était une halte voyageurs du réseau TER Nouvelle-Aquitaine, desservie par des trains express régionaux de la relation Périgueux - Agen (ligne 48).

### Intermodalité
Le stationnement des véhicules est possible à proximité.

## Patrimoine ferroviaire
L'ancien bâtiment voyageurs d'origine est un bâtiment type à deux ouvertures de la compagnie du PO. Sur une base rectangulaire, il dispose d'un étage sous une toiture à deux pans avec des bordures en débord. En 2013, il apparait fermé et muré.

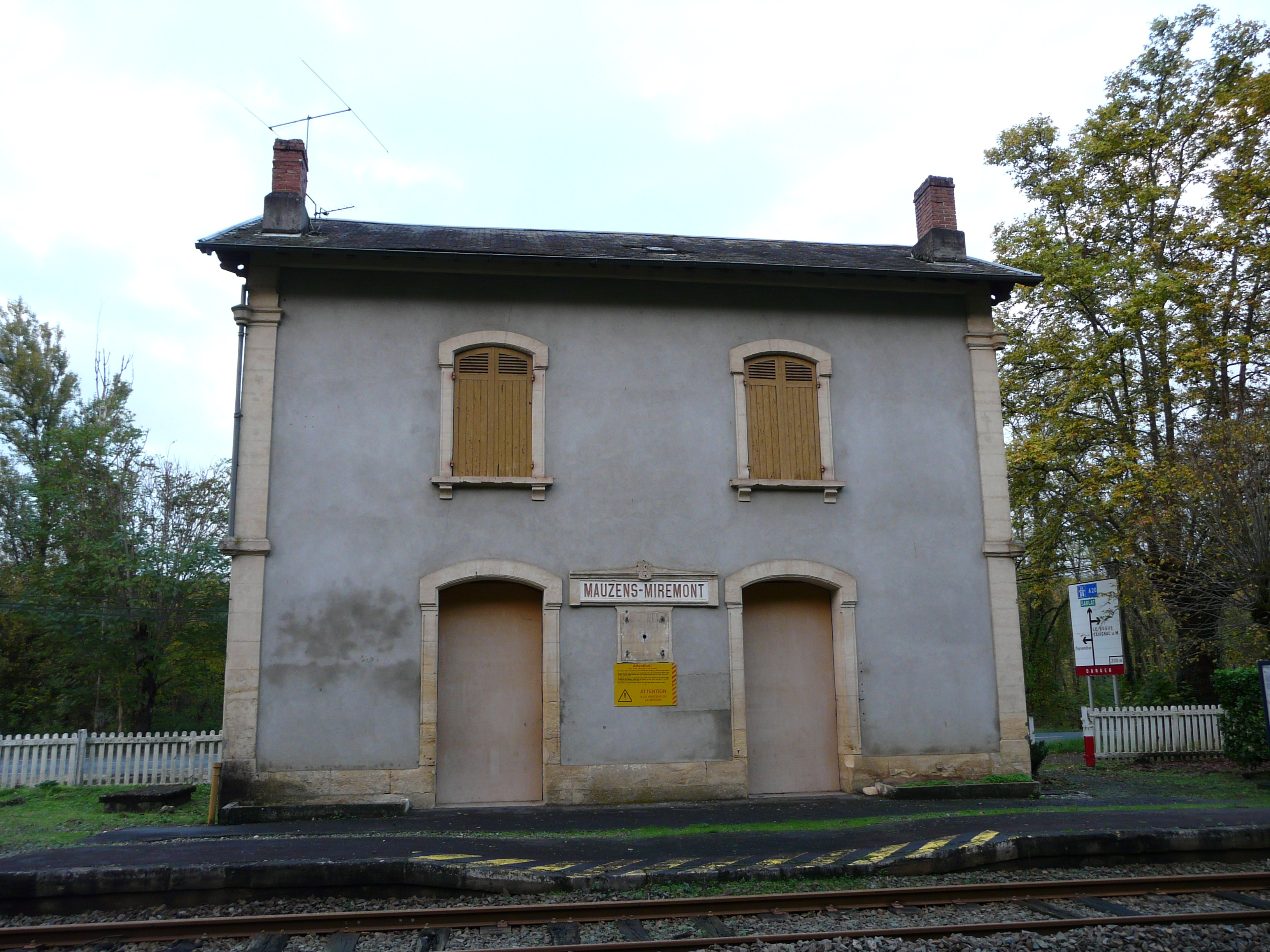
Bâtiment vu de la voie.
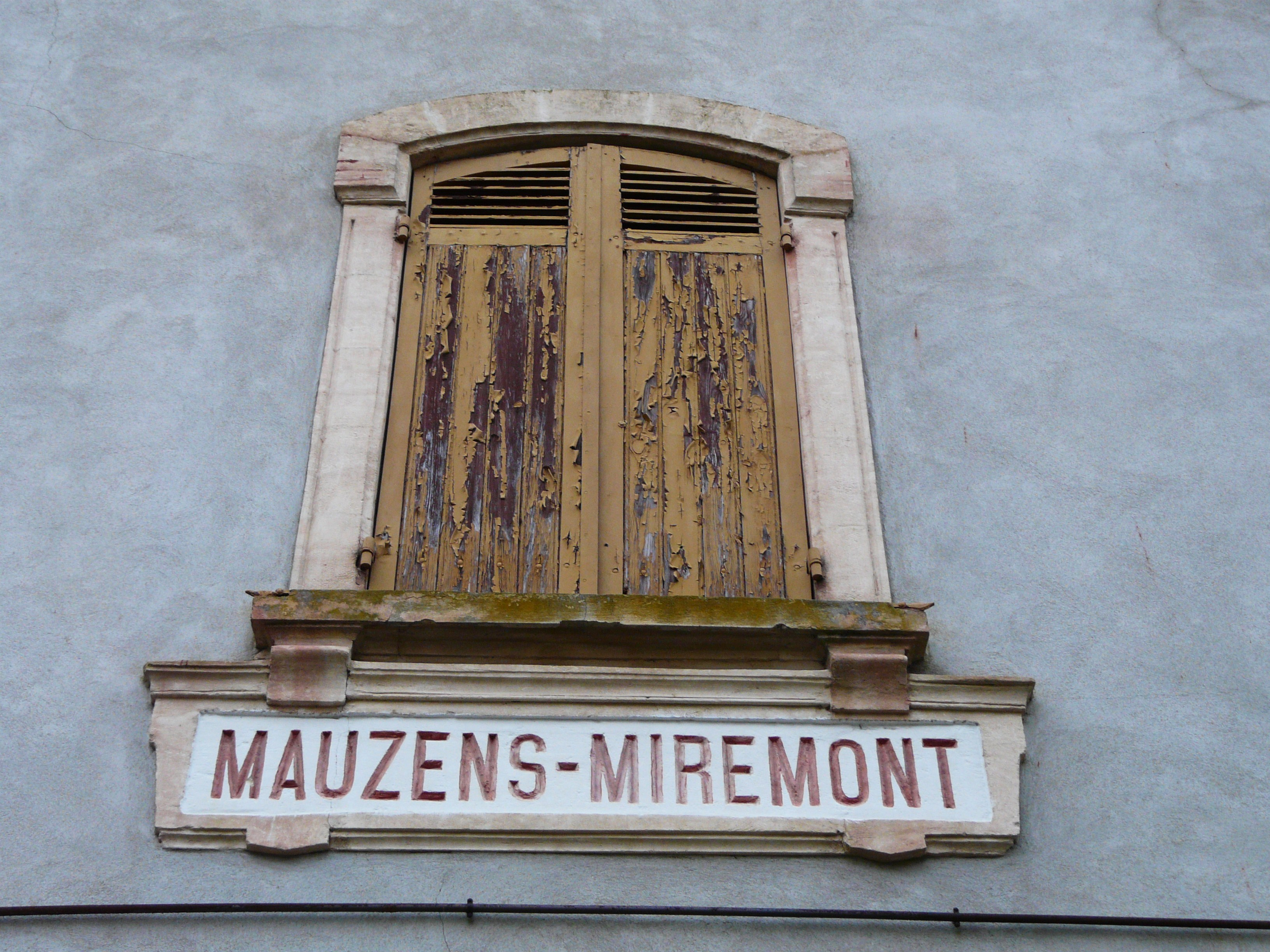
Détail de la fenêtre et signalisation.
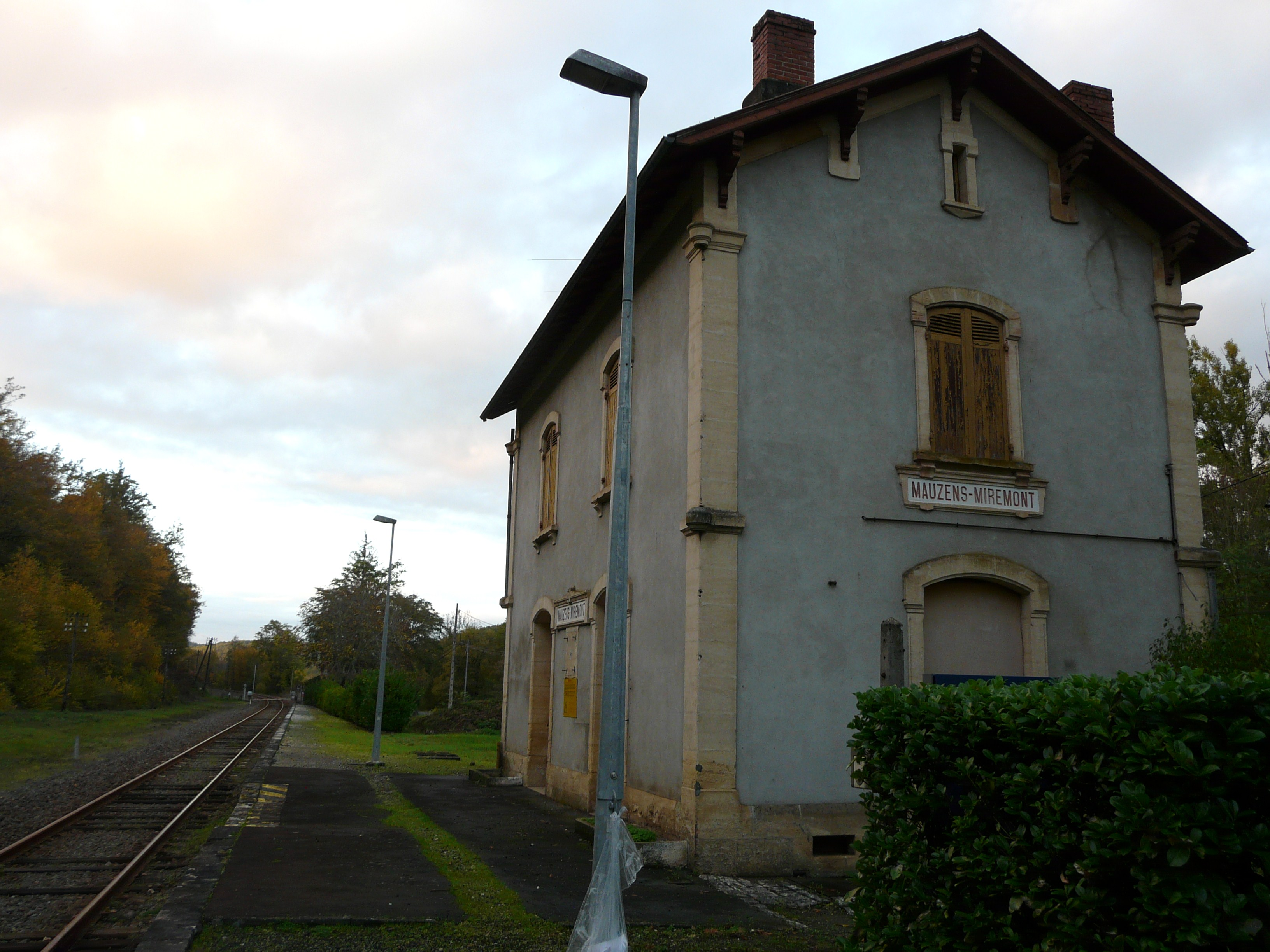
Bâtiment vu en direction de Périgueux.